# NK Omladinac Plisko Polje
NK Omladinac, hrvatski nogometni iz Pliskog Polja.

## Povijest
Osnovan je 1948. godine. Natjecao se u viškoj ligi od 1948. do 1960. godine.